# Allocnemis wittei
Allocnemis wittei е вид водно конче от семейство Platycnemididae. Видът не е застрашен от изчезване.

## Разпространение
Разпространен е в Демократична република Конго и Замбия.